# رهبانية مسيحية
الرهبانية المسيحية هي تعبّد المسيحيين الذين يعيشون حياة زاهدة ومعزولةً عادة، مكرّسة للعبادة المسيحية. بدأ تطور الرهبانية مبكّرًا في تاريخ الكنيسة المسيحية، متّخذًا نماذج ومُثُلًا من الكتب المقدسة، منها نماذج من العهد القديم، لكنها لم تكن مؤسسة في النص المقدس. ثمّ قُنّنت بالشِّرَع الدينية (منها شرعة القديس أوغسطين، وشرعة أنطونيوس الكبير، وشرعة القديس باخوم، وشرعة القديس باسيل، وشرعة القديس بيندكت)، وفي العصر الحديث، بالشرع القانونية للطوائف المسيحية التي تحوي أحكام الحياة الرهبانية. يسمى الذين يعيشون حياة رهبانيّة رهبانًا وراهبات. كلمة راهب monk في الإنكليزية مشتقة من الإغريقية μοναχός (موناكس، «راهب») وهي مشتقة من μόνος (مونس) أي وحيد.
لم يكن الرهبان يعيشون في أديرة أول الأمر، بل كانوا يعيشون وحيدين، وهو ما توحي به كلمة مونس. فلمّا ازداد عدد الرهبان الذين يعيشون في البرية، بدؤوا يتجمعون وينظمون أنفسهم حسب تنظيمات تجمعات الرهبان القريبة. سريعًا، شكّل الرهبان مجتمعات لتوسيع قدرتهم على المحافظة على حياة زاهدة. يقول مؤرخ المسيحية روبرت لويس ولكن، «أسس الرهبان مؤسسة من أثبَت المؤسسات المسيحية، بتشكيلهم بنية اجتماعية بديلة في الكنيسة». يسكن الرهبان عمومًا في أديرة، فبعضهم يعيش في مجتمع، وبعضهم منعزلًا.

## حياة الرهبان
الفكرة الأساسية للرهبانية باختلاف أشكالها هي العزلة أو الانسحاب من العالم أو من المجتمع. الحياة الرهبانية مستقلة عن «الأنظمة الدينية» كالإخوان friars ورجال الدين النظاميين والتجمعات الدينية الأحدث. تختص هذه الأخيرة بأعمال خاصة لأجل هدف معين، كالتبشير أو التعليم أو تحرير الأسرى، وهي أشغال تحوز على حصة كبيرة من أنشطتهم. وإن كان الرهبان انخرطوا في أعمال متنوعة في طبيعتها، فإن العمل على كل حال ليس من جوهر الحالة الرهبانية. للرهبان والإخوان أدوار مستقلة تمامًا. في القرن الثالث عشر، «…تأسست أنظمة جديدة لتعليم الدين المسيحي» لأن الأديرة تراجعت.
كلا الطريقتين لعيش الحياة المسيحية منظمة بالقوانين الكنسية حسب كل طائفة (كالكنيسة الرومانية الكاثوليكية، والأرثوذكسية الشرقية، والأنغليكانية، واللوثرية). لا تشمل الحياة الرهبانية المسيحية دائمًا الحياة المجتمعية مع مسيحيين من نفس العقلية. تنوعت الرهبانية المسيحية كثيرًا في أشكالها الظاهرية، لكن بالعموم لها نوعان (أ) المنعزلة أو الناسكة (ب) المجتمعية أو المدنية. يمكن أن نقول إن القديس أنطونيوس الأب هو مؤسس النوع الأول والقديس باخوم هو مؤسس الثاني. تقوم الحياة الرهبانية على دعوة يسوع «كونوا أنتم كاملين كما أن أباكم الذي في السماوات هو كامل.» (متّى 5:48). هذا المثال، الذي يسمى أيضًا حالة الكمال، يمكن أن نراه في الفيلوكاليا، وهو كتاب يجمع أقوالًا رهبانية. وطريقة الرهبان في إنكار الذات لها ثلاثة عناصر قائمة على ثلاث وصايا إنجيلية: الفقر والعفة والطاعة.

## التاريخ

### الأدلة الكتابية
عاشت مجموعات القرن الأول كالأسينيين والثيرابوطيين أساليب حياة يمكن أن تكون مقدمات للرهبانية المسيحية. استلهمت الرهبانية المسيحية المبكرة نماذج النبي إيليا ويوحنا المعمدان، اللذين عاشا وحيدين في الصحراء، وفوق هذا كله على قصة صراع يسوع للشيطان في الصحراء، قبل خدمته العامة.

### المسيحية المبكرة
لم يترك الزهّاد المسيحيون الأوائل أي آثار أركيولوجية مؤكدة، إلا تلميحات في الوثائق المكتوبة. مجتمعات العذارى اللاتي ركزن حياتهن على المسيح موجودة على الأقل منذ القرن الثاني. وكان أيضًا زهّاد منفردون، يسمّون «العبّاد»، وقد عاشوا لا في الصحراء لكن على أطراف الأماكن المسكونة، فهم لم يزالوا في العالم لكنهم زاهدون ويحاولون الاتحاد مع الله. كان الرجل من زهّاد ما قبل مجمع نيقية، يعيش حياة مفردة، ويصوم صيامًا طويلًا وكثيرًا، ويترك استهلاك اللحم والخمر، ولا يعول نفسه إلا بحرفة صغيرة، ولا يبقي من ماله إلا الضروري الضروري لبقائه، ويعطي الباقي للفقراء.
ظهر شكل من «الرهبانية المبكرة» في القرن الثالث عشر بين مجموعة من المسيحيين السريان الذين شكلوا حركة «أبناء العهد». يرى باسيل القيصري أن الأرثوذكسية الشرقية مشرّع رهباني مؤسس، ومثال على حياة آباء الصحراء.

#### الرهبانية المنعزلة
الرهبانية المنعزلة أو رهبانية العزلة، هي الانسحاب التام من المجتمع. كلمة المنعزل eremitic مشتقة من الكلمة الإغريقية إرموس وتعني الصحراء. أطلَق هذا الاسم القديس أنطونيوس المصري، الذي ترك الحضارة خلفه وعاش على جبل مصري منعزل في القرن الثالث. ولئن لم يكن هو أول ناسك مسيحي، فهو يعتبر هكذا لأنه أول واحد معروف.
بول الناسك، هو أول راهب مسيحي معروف في التاريخ. في القرن الثالث، عاش أنطونيوس المصري (252–356) ناسكًا في الصحراء واكتسب أتباعًا عاشوا ناسكين أيضًا قريبًا منه لكن ليس في مجتمع واحد معه. هذا النوع من الرهبانية يسمى نسكيًّا.
وطريقةٌ أخرى ليصبح المرء راهبًا منعزلًا هي الاعتزال. بدأ هذا لأن نساءً أردن أن يعشن حياة منعزلة ولكن لم يكن قادرات على العيش وحدهن في البرية. لذا يذهبن إلى أسقف ليستأذنّه حتى يقيم لهن بعد ذلك شعيرة التطويق أو التسييج. بعد إكمال التسييج تعيش المعتزلة وحدها في غربة لها عادة نافذة تنفتح على الكنيسة حتى تتلقّى التناول أو القربان المقدس وتشارك في خدمات الكنيسة. وكان في الغرفة نافذتان أخريان يمرّر منهما الطعام ويطلب من ورائهما الناس النصيحة. كانت جوليانا النورويتشية أشهر معتزلة، وقد ولدت في إنكلترا 1342.

#### الرهبانية المجتمعية
عاش آباء الصحراء الأوائل ناسكين، لكنهم لم يكونوا منعزلين تمامًا، بل كانوا يعيشون قريبًا بعضهم من بعض، ثم نشأت مجتمعات قليلة الترابط في هذه الأماكن، كصحراء نيتريا وصحراء سكيت. أسس القديس ماكاريوس مجموعات مفردة من الخلايا كالتي في كيليا، عام 328. كان هؤلاء الرهبان معتزلين، يتبعون مثال القديس أنطونيوس الرهباني. عاشوا كل واحد على حدته، وكانوا يجتمعون للعبادة الجماعية في السبت والأحد فقط.
في عام 346 أسس القديس باخوم أول دير مجتمعي مسيحية في مصر. في دير الدبة في مصر العليا، قريبًا من عام 323 للميلاد، قرر باخوم أن يجمع تلاميذه في مجتمع منظم يعيش فيه الرهبان في أكواخ أو غرف مفردة، ولكن يعملون ويأكلون ويعبدون في مجال مشترك. كانت النية جمع زهّاد أفراد أتقياء معًا، ولكنهم غير قادرين على العيش وحيدين في الصحراء، كالقديس أنطونيوس. سميت هذه الطريقة التنظيمية الرهبانية «مجتمعية». في اللاهوت الكاثوليكي، تعتبر هذه الطريقة المجتمعية أرقى بسبب الطاعة والمسؤولية فيها. يسمى رأس الدير «الأب»، من السريانية «آبا»، وبالإنكليزية Abbot.
ثمّ تشكلت قواعد للحياة العامة، وتأسست أديرة مستقلة للنساء وللرجال. قدّم القديس باخوم شرعته الرهبانية للحياة المجتمعية بإعطاء كل راهب الغذاء والكساء نفسه. أطاع رهبان الأديرة الأوامر الموجهة إليهم لخير الدير العام. ومن هذه الأوامر نسخ الكتب. وصف القديس باخوم هذه الطاعة بأن تقواها أعظم من تقوى الصيام والصلاة.